# Kaitoa
Kaitoa is een geslacht van uitgestorven weekdieren uit de klasse van de Gastropoda (slakken). Exemplaren van dit geslacht zijn slechts als fossiel bekend.

## Soorten
- Kaitoa haroldi Marwick, 1931 †
- Kaitoa islandica Marwick, 1931 †
- Kaitoa recta Laws, 1939 †
- Kaitoa scaphandroides Powell, 1951